# Campylocentrum bonifaziae
Campylocentrum bonifaziae är en orkidéart som beskrevs av Dodson. Campylocentrum bonifaziae ingår i släktet Campylocentrum och familjen orkidéer. Inga underarter finns listade i Catalogue of Life.